# فريدريك دانا مارش
فريدريك دانا مارش (بالإنجليزية: Frederick Dana Marsh)‏ هو فنان أمريكي، ولد في 6 أبريل 1872 في شيكاغو في الولايات المتحدة، وتوفي في 20 ديسمبر 1961.